# Alberto Rossi (politico)
Alberto Rossi (Vigasio, 6 dicembre 1943) è un politico italiano.